# 26 dni z życia Dostojewskiego
26 dni z życia Dostojewskiego (ros. Двадцать шесть дней из жизни Достоевского, Dwadcat' szest' dniej iz żyzni Dostojewskogo) – radziecki film obyczajowy z 1980 roku w reżyserii Aleksandra Zarchiego.
Akcja filmu rozgrywa się w 1866 roku.
Film znalazł się w sekcji konkursowej na 31. MFF w Berlinie, gdzie Anatolij Sołonicyn otrzymał Srebrnego Niedźwiedzia dla najlepszego aktora.

## Obsada
- Anatolij Sołonicyn jako Fiodor Michajłowicz Dostojewski
- Jewgienija Simonowa jako Anna Grigorjewna Snitkina
- Ewa Szykulska jako Apolonia Susłowa(inne języki)
- Nikołaj Dienisow jako Misza
- Jewgienij Dworżecki(inne języki) jako Pasza
- Jurij Katin-Jarcew jako urzędnik w kantorze

## Nagrody
- 1981: Srebrny Niedźwiedź dla najlepszego aktora dla Anatolija Sołonicyna na 31. MFF w Berlinie.